# Skala Rankine’a
Skala Rankine’a – skala termometryczna opracowana przez Williama Rankine’a.
Jest to skala absolutna, tzn. zero w tej skali oznacza najniższą możliwą temperaturę, jaką może mieć kryształ doskonały, w którym ustały wszelkie drgania cząsteczek (zero bezwzględne). Temperatura ta została obliczona na podstawie funkcji uzależniającej temperaturę od energii kinetycznej drgań cząsteczek w krysztale doskonałym.
Jest odpowiednikiem skali Kelwina dla stopni Fahrenheita.
Przeliczanie:
{\displaystyle T_{\mathrm {Rankine} }={\frac {9}{5}}\cdot T_{\mathrm {Kelwin} }}
{\displaystyle T_{\mathrm {Rankine} }=T_{\mathrm {Fahrenheit} }+459{,}67}